# ZALA Lancet
Pour les articles homonymes, voir Lancet.
Le Lancet ou encore Lantset (en russe : Ланцет), est une munition rôdeuse russe  conçue par la société ZALA Aero. Il existe en deux modèles, le Lancet-1 et le Lancet-3. Ils succèdent au Koub-BLA, une munition rôdeuse en forme d'aile volante développée également par ZALA.

## Description
La forme du Lancet rappelle celle d'un missile avec deux doubles paires d'ailes en croix montées en tandem. Le drone est propulsé par une hélice bipale actionnée par un moteur électrique. Cette munition rôdeuse est téléguidée via une caméra embarquée montée dans le nez. Lors de la phase d'attaque, le Lancet descend en piqué sur sa cible à une vitesse de 300 km/h, l'opérateur peut alors orienter le drone de façon à frapper la partie la plus vulnérable de la cible. Les nombreuses vidéos de frappes du drone montrent une nette amélioration dans la qualité de la caméra par rapport à ses premières utilisations en Syrie.
Cette munition rôdeuse comprend également des modules de renseignement, de navigation et de communication. L'idée à l'origine du développement de cet appareil était de créer un champ de mines aérien, en saturant l'espace avec des munitions rôdeuses pour attaquer n'importe quelle cible à portée de vue.
Le Lancet décolle grâce à une catapulte qui peut être installée sur le sol ou sur des véhicules. La Marine russe a indiqué en 2021 qu'elle allait installer des drones Lancet sur ses navires. Cet ajout augmente grandement la capacité de frappes des vaisseaux russes, et ne requerrait quasiment aucune modification technique.
Deux versions existent pour ce drone :
- Lancet-1 : version initiale du drone. Il est petit et léger et ne peut emporter que 1 kg d'explosifs, son autonomie est de 30 minutes. Ses ailes font toutes la même taille.
- Lancet-3 : il est plus gros, sa capacité est augmentée à 3 kg d'explosifs, son autonomie à 40 minutes et il peut atteindre les 110 km/h[4],[5].  Ses ailes ont été modifiées sur cette version, il dispose d'une petite paire d'ailes en X située à l'arrière et une autre paire d'ailes en X beaucoup plus grosses située au milieu du drone[6].

En octobre 2022, un officiel de Rostec déclare : « Le drone kamikaze Lancet russe ne peut pas être endommagé par les dernières armes laser en raison de sa protection anti-laser intégrée. Il est presque impossible à intercepter et détruire. »
S'il est impossible de vérifier cette assertion, certains experts estiment que Rostec voulait faire référence aux matériaux utilisés pour la construction du drone, qui pourraient résister aux fortes températures provoquées par une arme laser. 
Comme le Lancet est une arme très récente et qu'il est utilisé à grande échelle en conditions réelles, il peut permettre un véritable retour d’expérience et peut être adapté en fonction des besoins sur le terrain. Un des gros défauts initiaux était le manque de puissance de l'ogive qui empêchait le drone de s'attaquer à des cibles fortement blindées. Ce problème a été partiellement résolu avec l'introduction d'une nouvelle ogive à charge tandem thermobarique surnommée Shmel-M ou KZ-6 selon les sources,.
L'analyse d'un drone Lancet-3 abattu lors des conflits en Ukraine révèle la profonde dépendance de la munition rôdeuse à des composants civils essentiels produits en dehors de la Russie, notamment un processeur d'intelligence artificielle Nvidia Jetson (en) TX2, un SoC Xilinx Zynq et un système de navigation U-blox (en),,.

### Izdeliye 53
En juillet 2023, la télévision russe présente un reportage dans l'usine de fabrication des Lancet pour y présenter la nouvelle version du drone le « Izdeliye 53 ». Contrairement aux versions précédentes le drone n'utilisera plus de catapulte pour décoller mais sera livré directement dans un tube, pour le décollage le drone est expulsé du tube à la manière d'un obus de mortier et les ailes du drone ne se déploieront qu'après le lancement. Cette nouvelle méthode de lancement présente de nombreux avantages notamment le fait que le drone n'a plus besoin d'être assemblé par les opérateurs avant le lancement ainsi que la suppression de la catapulte, ce qui réduit considérablement le temps nécessaire pour le lancement du drone.
Visuellement, la nouvelle version est très différente des anciennes : les deux paires d'ailes cruciformes ont été retirées pour laisser place à quatre ailes situées sur l'avant du drone. Selon le constructeur, la plus grosse amélioration sera l'ajout d'un système d'intelligence artificielle pour pouvoir opérer le drone en essaim.
Un véhicule de lancement a été présenté lors du forum « Armée 2023 », basé sur un châssis de Ural 4320. Ce véhicule sera capable de lancer 16 Lancet simultanément. La cabine du véhicule permettra à deux opérateurs de contrôler les drones et pourra également faire office de centre de commandement mobile.

### Défauts
- Faible charge explosive qui empêche la destruction frontale de cibles fortement blindées
- Endurance assez faible
- Impossibilité de récupération du drone : si le drone est lancé avec sa charge explosive mais ne trouve pas de cible, il est obligé de s'autodétruire.
- Manque de stabilité lors de la phase d'attaque.
- Faible poids qui empêche le drone de traverser certains obstacles et protections comme des branches ou un filet de protection[16].

## Histoire opérationnelle
Les tests sont terminés en 2019.
Ce drone a été engagé dès 2020 dans la guerre de Syrie, particulièrement à Idlib. 
À la suite des très bons résultats du drone pendant la guerre en Ukraine, la Russie a fait de gros investissements pour augmenter la production. Selon certaines informations avec l'aide de l’État, la compagnie Zala a pu racheter un vieux centre commercial pour le transformer en usine de fabrication de drones. Selon la télévision russe, cela a permis de tripler la production des drones Lancet,. 
Il est engagé par les Russes lors de l'invasion de l'Ukraine. Plusieurs vidéos sont publiées par les autorités russes sur l'utilisation de ce drone qui frappe en profondeur des équipements,. Selon le fabricant Zala Aero entre février 2022 et le 29 décembre 2023 872 vidéos d'utilisation du Lancet en Ukraine ont été publiées.

### Artillerie
- Canons d'artillerie M777[24]
- Canons d'artillerie automoteurs 2A65 Msta-B
- Mortier M240[25]
- Canons d'artillerie automoteurs M109
- Canons d'artillerie automoteurs AHS Krab[26]
- Canons d'artillerie automoteurs 2S1 Gvozdika[27],[28]
- Obusiers automoteurs 2S3 Akatsiya[29]
- Canon d'artillerie automoteur Caesar[30],[31].
- Mortier automoteur 2S9 Nona-S[32]
- Canons d'artillerie FH-70
- Lance-roquettes multiple BM-21[33],[34]
- Lance-roquettes multiple RM-70[35]
- Lance-roquettes multiple Boureviï[36]

### Défense aérienne
- 1 radar TRML-4D (en) du système IRIS-T SLM[37]
- 5 TEL et centres de contrôle de S-300
- 13 radars[38]
- Véhicule antiaérien 9K37 Bouk-M1-2
- Plusieurs véhicules antiaériens de type Strela ou 9K33 Osa
- 1 véhicule antiaérien Alvis Stormer[39]
- 1 véhicule antiaérien Flakpanzer Gepard[40]

### Maritime
- Un navire de patrouille de Classe Gyurza-M
- Un navire de patrouille Classe Zhuk
- Un navire fluvial non identifié[41]

### Véhicules blindés
- Char T-62
- Char T-64
- Char T-72
- Char T-80 et T-80U
- Char Leopard 2A6[42]
- Véhicule blindé MT-LB
- Véhicule blindé BTR-4
- 2 Véhicules blindés Mastif[43]
- Véhicule de combat d'infanterie BMP-1
- Véhicule de combat d'infanterie BMP-2
- Véhicule militaire HUMVEE
- Véhicule militaire Kozak
- Véhicule militaire M-ATV[44]

### Aéronefs
- Avion d'attaque au sol Su-25 (possiblement un leurre)[45]
- Avion de chasse Mig-29[46]

### Autres
- 1 station de contrôle de drones Bayraktar TB2[47]
- 1 véhicule anti-drones Bukovel (en)[48]

Le Lancet a des capacités de reconnaissance, mais en Ukraine il semblerait que les Russes préfèrent réserver ce drone à des missions de frappe et utiliser les munitions en tandem avec un autre drone de reconnaissance comme l'Orlan.

## Opérateur militaire
- Russie

## Galerie d'images

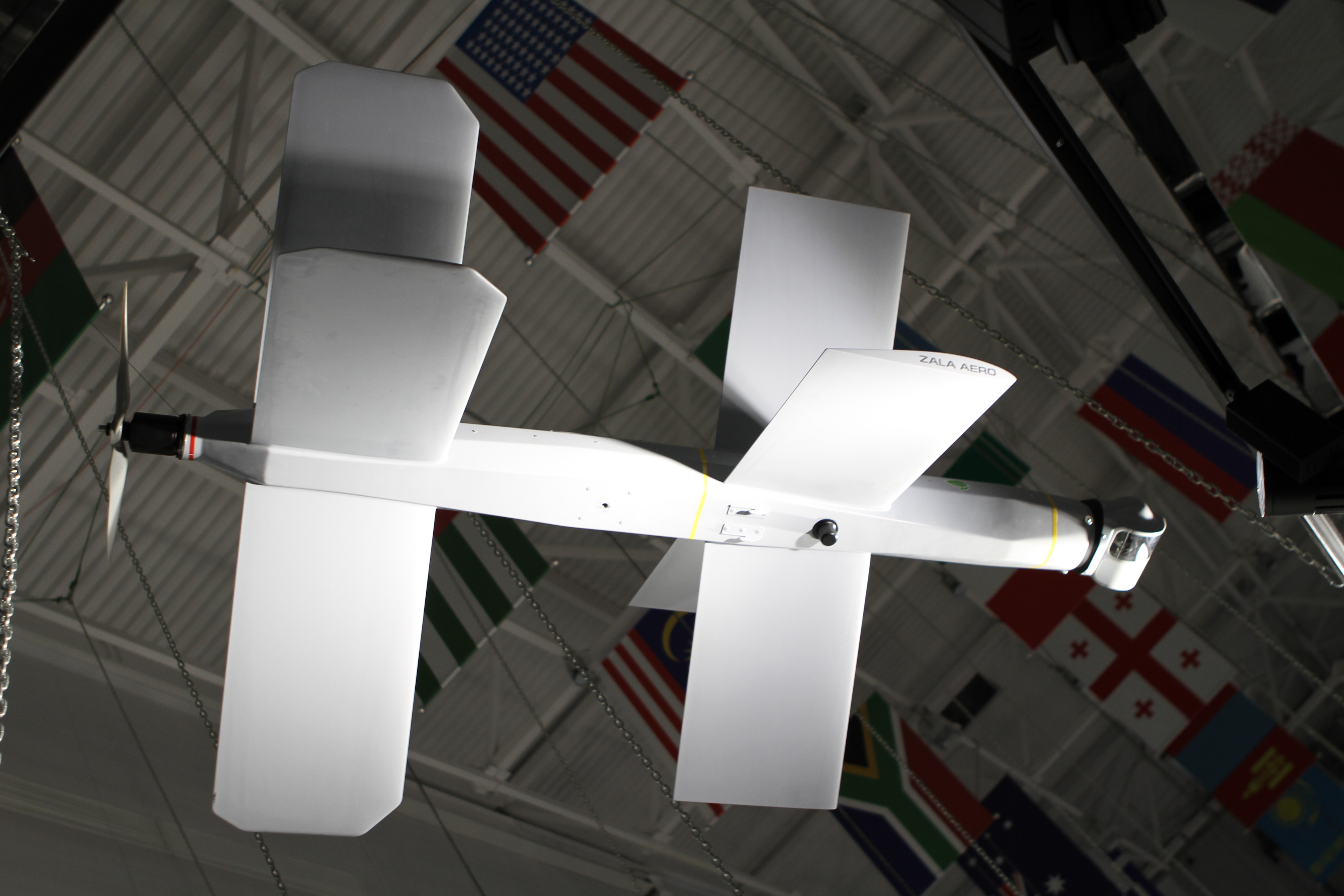
Lancet-3 vu de côté.
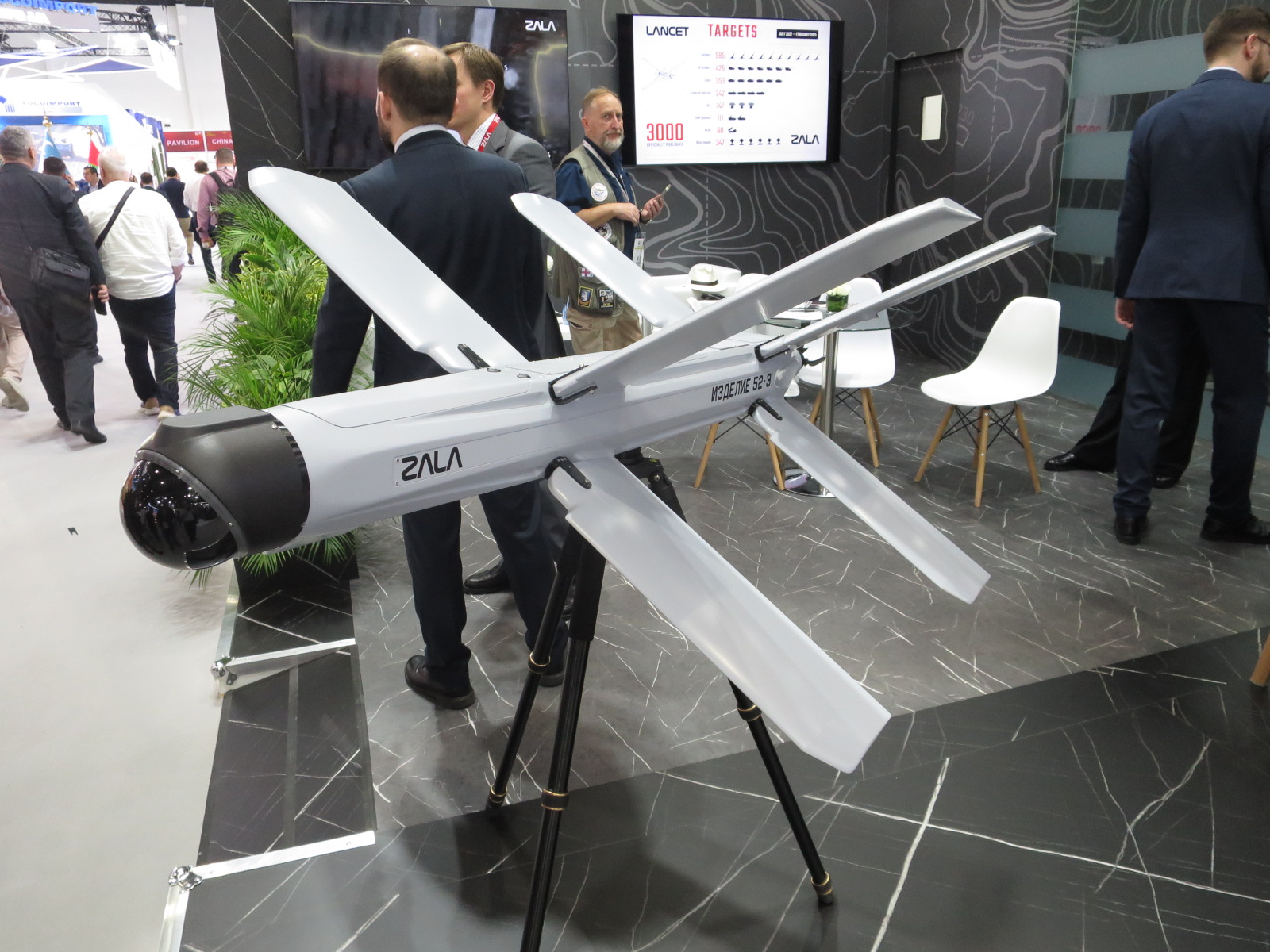
Lancet au salon IDEX 2025
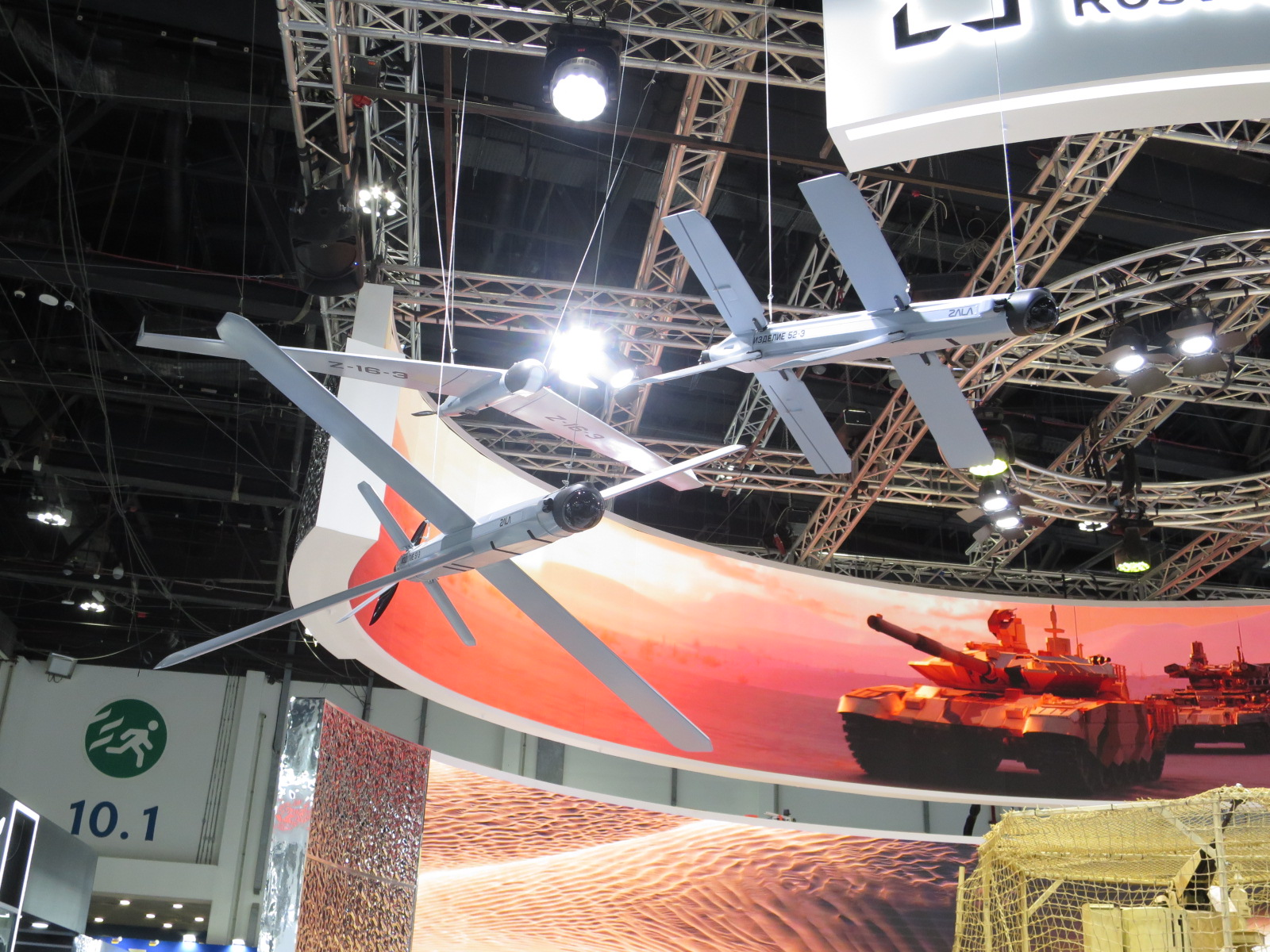
Deux versions du Lancet au salon IDEX 2025
- Montage et utilisation du Lancet-1 en situation de combat (+18)
- Montage et utilisation du Lancet-3 en situation de combat (+18)